# Fender American Deluxe Series
Fender American Deluxe Series je linija osrednje kvalitete klase električnih i bas-gitara koju je Fender pokrenuo 1998. godine. Linija American Deluxe zamijenila je prethodnu Plus seriju modele gitara iz 1987. godine, da bi i sama bila 2004. unaprijeđena sa Samarium Cobalt Noiseless (SCN) elektromagnetima, a zatim 2010. godine i redizajnirana.

U liniji postoji cijeli raspon proizvedenih modela gitara koje su dizajnirane u raznim kombinacijama, od koji su neke: punih tijela rezonantne johe ili jasena, s kromom ili pozlaćenim dijelovima elektroničke opreme. Zatim, jedan period prakticiranja ugradbe plastičnih dijelova, modeli s Vintage Noiseless elektromagnetima, abalon točkama na hvataljci, ili s hvataljkom od ebanovine ili javora. Na kraju modeli s originalnim Fenderovim S-1 komutacijskim sustavom, i modeli sa sinkroniziranim zaključavanjem ručice tremola na mostu gitare, s "LSR roller nutom" (na kobilici ili glavi vrata) za zaključavanje mašinica.
 
Linija American Deluxe bas-gitara pokrenuta je još 1995. godine s četverožičanim, petožičanim bez pragova, i modelima bas-gitara za ljevoruke glazbenike. Osim ovih, predstavljene su verzije modela s električnim 18V-nim napajanjem i aktivnim 3-pojasnim ekvilajzerom (na modelima Precision uz specijalno dizajnirane humbucker elektromagnete). Klasični vrat gitare je izrađen od javora, s presvučenom hvataljkom od palisndera, a s tijelom gitare pričvršćen je pomoću 5 vijaka. Modeli s vratom izrađenim od grafita (elastičan i izdržljiv - minimalna torzija i krivljenje vrata), omogućavaju glazbeniku lakši pristup višim poljima na vratu gitare. U Fender Jazz modele već tradicionalno se ugrađuje mostovi i sedla od nehrđajućeg materijala, kromirana kontrolna ploćica i crni bakelitni potovi za regulaciju glasnoće. Modeli koji imaju ugrađenu ploču na tijelu gitare s 9 rupa u pravilu su dizajnirani s "manjim" tijelom.
 
Modeli proizvedeni prije 2002. godine su petožičani modeli, i koriste četiri vijka za pričvršćivanje vrata uz tijelo gitare, imaju crne ili bijele točke/markere tonova na hvataljci vrata, Schallerove modele mašinica, napajanje od 9V i ugrađene posebno dizajnirane "single-pole" jazz elektromagnete (autor John Suhr). Također imaju ugrađene elektromagnete Vintage Noiseless, crni aluminijski Fender logo, a od 1998. godine modeli imaju utisnute abalon točke u hvataljci vrata. Četiri godine kasnije pridodan je: peti vijak za pričvršćivanje vrata, 18V napajanje, a na glavi vrata 4 + 1 Schaller Lite mašinice (2006. zamijenjene s Hipshot UltraLite modelom mašinica (sadrži mehanizam kojom se žica brzo i jednostavno ugađa, i prebacuje s klasičnog na Drop D štim).
 
Od 2003. – 2007. godine Fender je također proizveo modele od punog prirodnog javora, ili pak presvučne s FMT/QMT pločom, bez ploče na tijelu gitare i kontrolne ploćice, s pozlaćenom elektronikom i bijelim pearloid pravokutnim blokovima (engl. dot inlays), utisnutim u vrat gitare.

Od 23. ožujka 2010. godine svi American Deluxe modeli dostupni su s aktivnom/pasivnom elektronikom, s posebnim dizajnom HMV high-mass vintage mostom, i Hipshot lightweight vintage mašinicama. Vrat gitare ima 21 polje (zaobljenu hvataljku, stil iz '70-ih) i presvučen je sjajnim vintage tintom.

Neki od detalja dizajna American Deluxe serije usvojeni su i primijenjeni na American Series modele iz 2001. godine, koja je zamijenila prvu generaciju American Standard linije modela pokrenutu pri kraju 1986., i ugašenu u srpnju 2000. godine. Novine su primijenjene i na novije American Standard serije modela iz 2008. godine. 

## Vanjske poveznice
- Fender American Deluxe series[neaktivna poveznica]